# Neusatz (Bühl)
Neusatz war bis zum Jahre 1970 eine selbstständige Gemeinde und ist heute ein Stadtteil von Bühl. Neusatz liegt im Westen Baden-Württembergs, rund zehn Kilometer südwestlich von Baden-Baden im Landkreis Rastatt. Es ist der südlichste und höchstgelegene Stadtteil der großen Kreisstadt Bühl und zählt etwa 2800 Einwohner. Der Ortskern von Neusatz befindet sich 240 Höhenmeter ü. NN.

## Geographie

### Lage

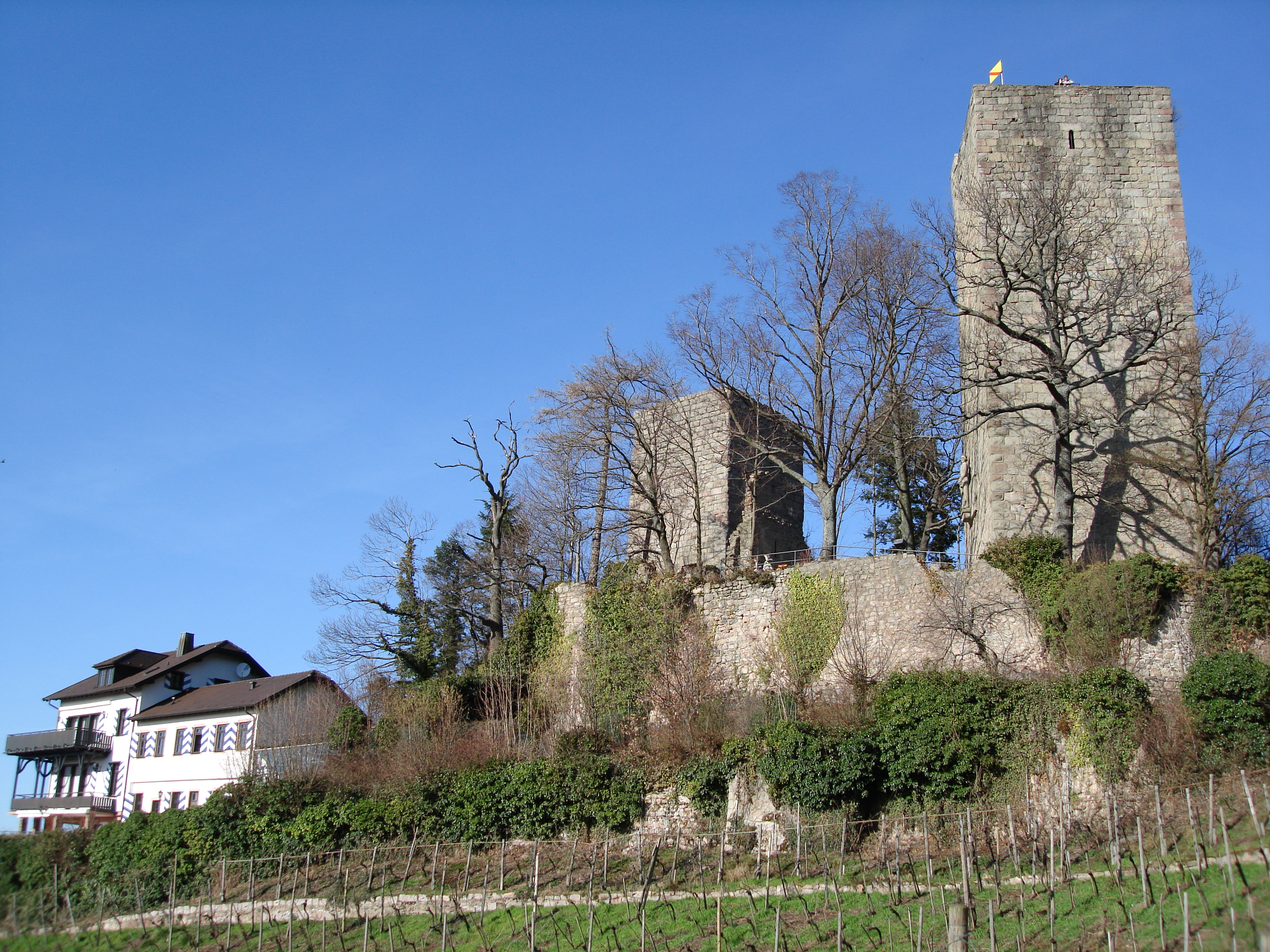
Burgruine Alt-Windeck

Neusatz liegt zwischen Rheintal und Schwarzwaldhochstraße. Die vielfältige Landschaft setzt sich sowohl aus Laub- und Nadelwäldern als auch aus Rebhängen und Obstwiesen zusammen.
Touristen bietet der Ort eine Vielzahl von nahegelegenen Ausflugszielen wie z. B. die Burg Windeck, das Kloster Neusatzeck, den Mummelsee und bietet viele Wanderwege. Durch Neusatz führt die – von Gernsbach kommend – dritte Tagesetappe des Ortenauer Weinpfades von Bühlertal nach Kappelrodeck.
Der Ort besteht aus mehreren Zinken, hierzu gehören neben dem Ortskern (Waldsteg): Bach, Ebene, Fischerhöfe, Frankenbach, Gebersberg, Hard, Hennengraben, Heuberg, Kirchbühl, Köschtenäckerle, Mättig, Neusatzeck, Schelmenloch, Schönbrunn, Schugshof, Sommerseite, Schweighof, Stecken, Stiti, Waldmatt und Wörth.

### Gewässer
Durch Neusatz fließen der Ralschbach, der Muhrbach und der Ingersbach. Die Quelle des Muhrbachs liegt unterhalb der Omerskopfstraße in Neusatzeck. In der Dorfmitte vereinigt sich dieser mit dem Ingersbach. Der Muhrbach verlässt Neusatz in Richtung Hub und mündet dann in den Ottersweierer Dorfbach. In den Rhein fließt dieser dann als Mühlbach bei Greffern. Es befinden sich viele Trinkwasserquellen der Stadt Bühl auf Neusatzer Gemarkung wie z. B. die Frankenbach-Quelle.

### Nachbarorte
Folgende Ortschaften liegen in unmittelbarer Nachbarschaft:
Bühlertal, Lauf, Ottersweier mit Hub und Hard, Rittersbach und Kappelwindeck.
Weitere Gemarkungsgrenzen befinden sich im Bereich Unterstmatt/Hochkopf zu den Gemeinden Sasbach und Sasbachwalden.
Außerdem gibt es im Bereich Industriegebiet Süd "Im Heini" eine Gemarkungsgrenze zu Altschweier.

## Geschichte
Die schriftlich überlieferte Geschichte der Gemeinde Neusatz beginnt mit der ersten urkundlichen Erwähnung im Jahre 1248. Aus dem Ortsteil Bach stammt das 1311 erstmals urkundlich erwähnte und 1538 erloschene Adelsgeschlecht der Herren von Bach. Es besaß dort ein (nicht mehr existentes) Wasserschloss, an dessen Stelle heute die Bachschloßschule steht. 1936 wurde die Gemeinde Waldmatt, die 1396 erstmals urkundlich erwähnt wurde, nach Neusatz eingemeindet. Neusatz war bis zur Mitte des 19. Jahrhunderts eine meist landwirtschaftlich orientierte Gemeinde mit wenig Handwerk und Handel. Am 1. Januar 1971 wurde Neusatz durch die Eingemeindung zu einem Stadtteil von Bühl.

## Wappen
Blasonierung: Das Wappen zeigt in Silber einen roten Balken, oben ein rotes Rebmesser, unten drei rote Kugeln. Das Rebmesser stellt den Bezug zum Weinbau dar und die Kugeln zur Forstwirtschaft.

## Wirtschaft
Auf Neusatzer Gemarkung „Im Heini“ in der Rheinebene zwischen Bühl und Ottersweier befinden sich zahlreiche Handwerks- und Industriebetriebe. Bis vor einigen Jahren war ein Sägewerk im Nebenerwerb in Betrieb.
Des Weiteren gibt es sieben Gaststätten, teilweise mit Übernachtungsmöglichkeiten. Mehrere familiengeführte Pensionen runden das Angebot im Bereich Fremdenverkehr ab. Am Hochkopf, dem höchsten Punkt auf Neusatzer Gemarkung ist für Wintersportler ein Skilift in Betrieb.
Hauptsächlich im Nebenerwerb tätige Winzer liefern ihre Lese unter anderem an verschiedene Winzergenossenschaften: die Affentaler WG sowie „Alde Gott“ in Sasbachwalden. Die Neusatzer Winzer stellen alljährlich einen Motivwagen für den Umzug des Sasbachwaldener Erntedankfestes, welches überregional bekannt ist.

## Infrastruktur

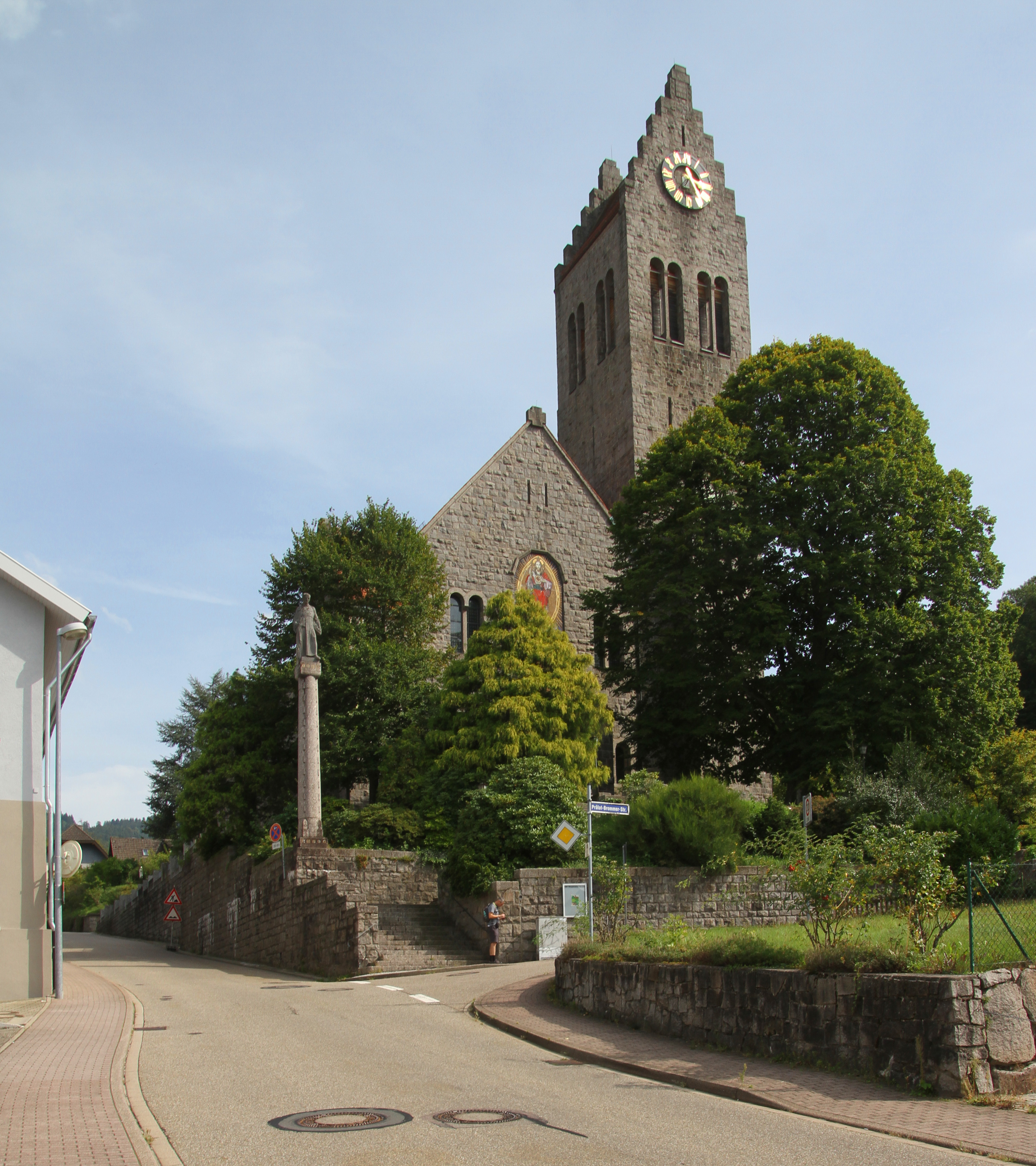
Kirche von Neusatz

Neben der ortsprägenden katholischen Kirche St. Karl Borromäus finden auch in der Klosterkirche Neusatzeck regelmäßige Gottesdienste statt. Es gibt eine evangelische Kapelle, die heute jedoch nicht mehr genutzt wird. Die katholische Pfarrgemeinde St. Karl Borromäus gehört heute zur Seelsorgeeinheit Ottersweier-Maria-Linden. Im katholischen Kindergarten werden Kinder vom zweiten Lebensjahr bis zur Einschulung betreut. Die Schloßbergschule beherbergt ca. 100 Grundschüler mit Kernzeitenbetreuung.
Neusatz besitzt einen Friedhof und einen Bauhof. Des Weiteren gibt es eine eigene Ortsverwaltung mit einem Ortsvorsteher im ehemaligen Rathausgebäude. Die Freiwillige Feuerwehr Bühl Abteilung Neusatz besitzt ein Feuerwehrhaus mit Schlauchturm im Ortskern. Zur Brandbekämpfung stehen ein Tragkraftspritzenfahrzeug TSF-W und ein Mannschaftstransportfahrzeug MTF zur Verfügung.
Die Schlossberghalle in Neusatz ist eine Mehrzweckhalle und kann für Sport, Veranstaltungen und Ausstellungen genutzt werden. Der Saal bietet bei einer Bestuhlung mit Stühlen und Tischen für 600 Personen Platz. Es finden regelmäßig Fastnachtsveranstaltungen, Theaterabende oder sonstige Events statt.
Neusatz besitzt zwei Fußballplätze, die im Waldgebiet gelegen sind. Im Jahre 2006 wurde neben dem vorhandenen Hart-Sportplatz ein neugestalteter Rasen-Sportplatz des SV Neusatz eingeweiht.
In Neusatz können bei der Ortsverwaltung in der Zeit von 1. Mai bis 15. Oktober zwei Grillplätze gemietet werden, zum einen den Grillplatz Mättig und der Grillplatz Ralschbach. Beide sind mit Schwenkgrills und einer Schutzhütte ausgestattet.
Es befindet sich eine Arztpraxis für Allgemeinmedizin, vier Heilpraktiker sowie eine physiotherapeutische Praxis im Ort.
Im umgebauten und sanierten Schloss Waldsteg befindet sich das Stadtgeschichtliche Institut von Bühl.

## Bildung
Neusatz hat eine Grundschule (Schloßberg-Grundschule). An dieser werden in vier Grundschulklassen derzeit 61 Schüler unterrichtet. Haupt- und Realschule sowie allgemeine und berufliche Gymnasien befinden sich in Bühl, Achern oder Rastatt.
Der in Neusatz angesiedelte Kindergarten ist eine katholische Einrichtung, in der Kinder ab dem zweiten Lebensjahr bis zur Einschulung betreut werden. Es werden Ganztagesplätze mit Mittagessen angeboten.

## Vereinsleben
In Neusatz bestehen mehrere Vereine, welche sportliche und kulturelle Aktivitäten bieten und regelmäßig Veranstaltungen und Feste organisieren.
Es existieren u. a. zwei Sportvereine, ein Schützenverein, ein Musikverein – als ältester noch existierender Verein gegründet 1896 –, ein Motorsportverein, ein Rennrodelclub, ein Skiclub, einen Heimatverein sowie drei Fastnachtsvereine.
Alle zwei Jahre im Juni veranstalten die Neusatzer Vereine das „Dorffest rund ums Wasserschloss“ mit regionalen Spezialitäten.

## Persönlichkeiten
- 1921: Anneliese Knoop-Graf, Ehrenbürgerin der Stadt Bühl, gest. 2009

### Ehrenbürger
- 1900: Theodor Bier, Lehrer, Organist, Apfelzüchter
- 1946: Johann Anton Heimburger, Pfarrer
- 1955: Karl Otto Stemmler, Oberstudiendirektor
- 1960: Theodor Schaufler, Bürgermeister

### Söhne und Töchter
- 1808: Alban Isidor Stolz (* 3. Februar; † 1883 in Freiburg im Breisgau), Volksschriftsteller und Professor der Theologie
- 1903: Franciscetta Hörth (* 15. Juli; 15. März 1945 in Santo Tomas, Philippinen), Steyler Missionsschwester und Märtyrin
- 1913: Alfons Kist (* im Ortsteil Neusatzeck; † 10. Februar 1986 in Baden-Baden), Politiker (CDU), Landtagsabgeordneter
- 1876: Ferdinand Brommer (* 2. September 1876 in Neusatz; † 3. Mai 1947 in Nördlingen)
- 1925: Hermann Seifermann (* 18. April 1925; † 16. Januar 2013 in München), Fachhochschullehrer für Exegese des Alten Testaments und Didaktik des Bibelunterrichts an der Katholischen Stiftungsfachhochschule München[3]

## Politik

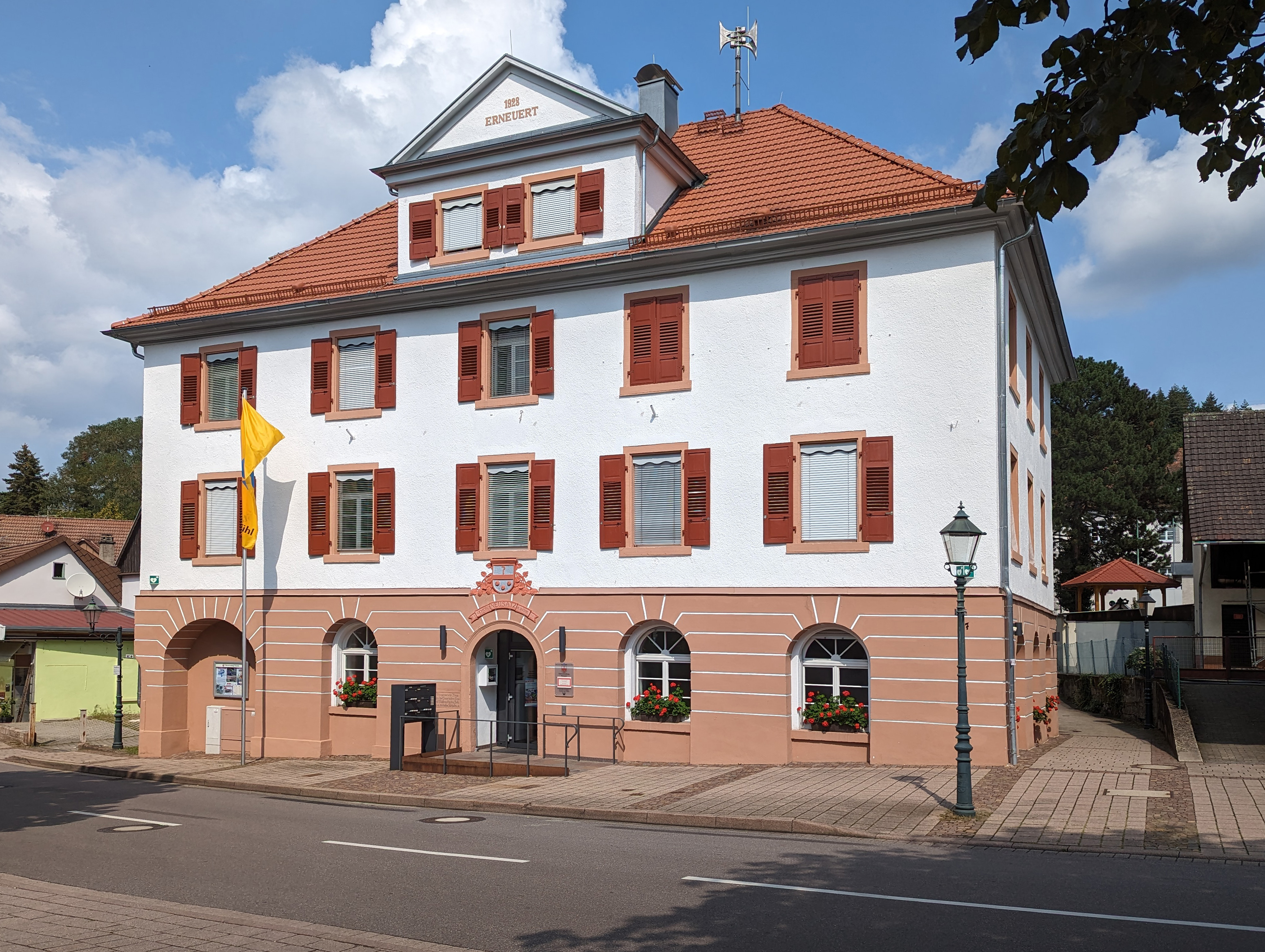
Rathaus von Neusatz

### Bürgermeister bis 1971
- 1960: Alban Kist

### Ortsvorsteher ab 1971
- 1971: Alban Kist
- 1978: Josef Gauss
- 2000: Werner Braun
- 2011: Wolfgang Bohnert
- 2019: Hans-Wilhelm Juchem

### Ortschaftsrat
Der Ortschaftsrat in Neusatz ist besetzt mit Vertretern der Freien Wählergemeinschaft, der CDU und der SPD. Die FWG hat sechs Sitze, die CDU drei und die SPD einen. (Stand Juli 2019)

## Sehenswürdigkeiten

### Kirche St. Karl Borromäus
Erbauung zwischen 1911 und 1913 im Jugendstil.

### Schloss Waldsteg
In Neusatz steht das so genannte Wasserschloss Waldsteg, auch Waldsteger Schlössle genannt. Ursprünglich stand im Mittelalter an jener Stelle eine Tiefburg. Erste Hinweise auf eine Burg finden sich aus dem Jahr 1294. Sie war ursprünglich von einem Wassergraben und einem Wall umgeben und konnte nur über eine Zugbrücke betreten werden. Vermutlich ist die Burg als Ministerialensitz eine Gründung der Familie von Cumber aus Ottersweier, die sich später Herren von Waldsteg nannten. Stärkere bauliche Veränderungen wurden stammen aus dem beginnenden 18. Jahrhundert, als der damalige Besitzer Baron Carl Jacob Ferdinand von Plittersdorf versuchte, seine Besitzungen um Neusatz zusammenlegen. Im Jahr 1722 erwarb Markgräfin Sibylla Augusta von Baden das Schloss und die dazugehörigen Güter. Zwischen 1788 und 1962 diente das Schloss als Pfarrhaus, danach als Behindertenwerkstätte. Seit 1998 ist im Schloss das Stadtgeschichtliche Institut Bühl untergebracht.

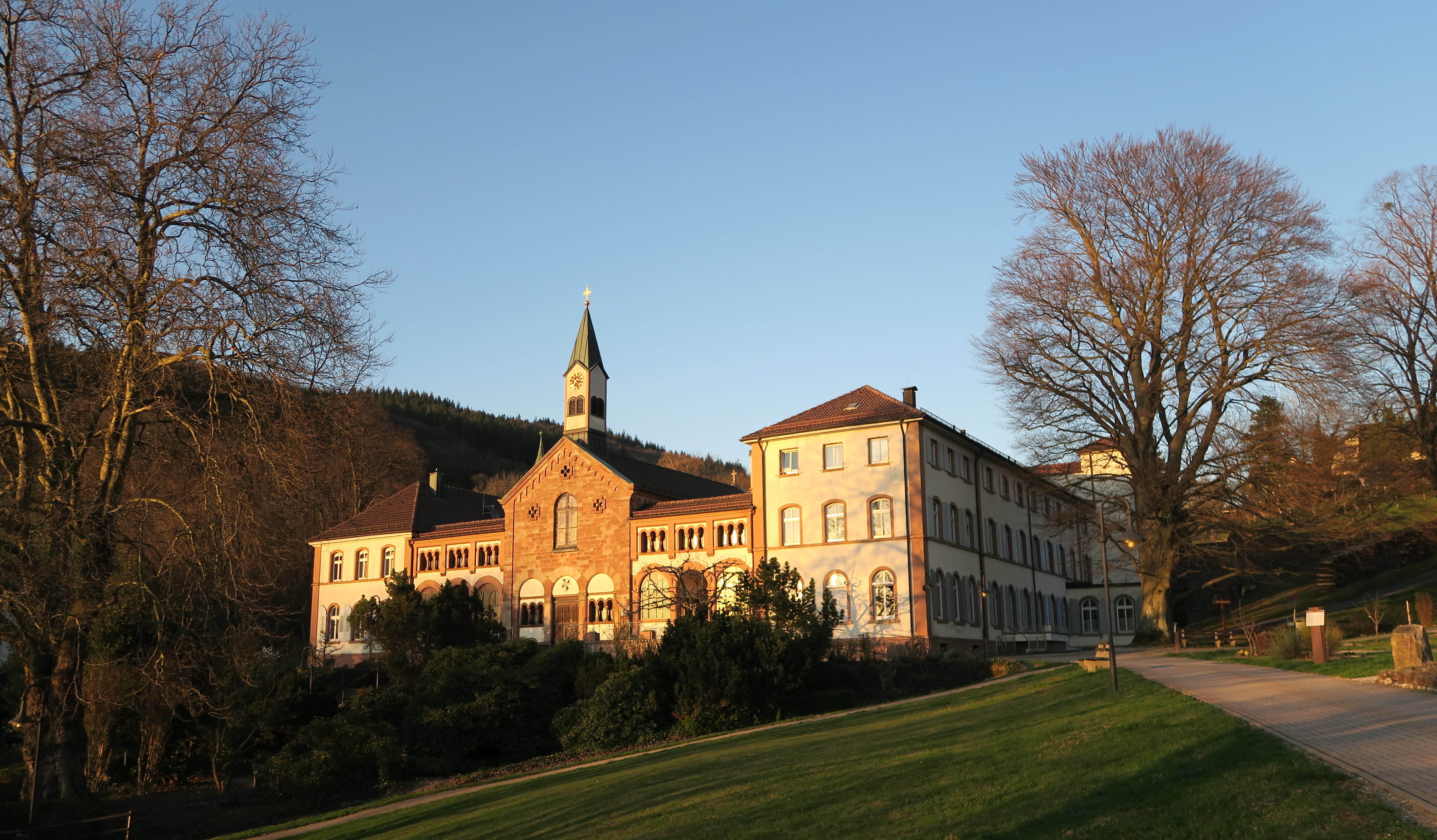
Mutterhaus Kloster Neusatz

### Kloster Neusatzeck
Das Kloster Neusatzeck, das Mutterhaus der Schwestern vom III. Orden des Hl. Dominikus, liegt eingerahmt von Wiesen und Wald oberhalb Fischerberg. Es wurde 1855 von Pfarrer Joseph Bäder gegründet als Antwort auf die Nöte seiner Zeit. Ihm schwebte eine neuartige Form eines Frauenklosters vor, in dem die Anbetung Gottes und eine zeitgemäße caritative Tätigkeit miteinander verbunden sind. Mit Amtsantritt des Bischofs Hermann von Vicari regte er die Idee zur „Ewigen Anbetung“ aufgrund der vorangegangenen Säkularisation an. Es bildeten sich die Franziskanerinnenklöster Trettendorf, Egg (Neusatzeck), Gurtweil, und Lindenberg. Hier begann Sabina Schneider ihre Tätigkeit als Ordensschwester, später gründete sie das Kloster Marienburg (Ofteringen).
Nachdem mangels Nachwuchs 2011 ein Gebäude aufgegeben worden war, folgte 2021 das ganze Anwesen. Die verbliebenen 16 Dominikanerinnen wurden vom Benediktinerkloster St. Lioba in Freiburg aufgenommen.

### Jugendhaus St. Franziskus
Das Jugendhaus, welches gemietet werden kann, steht in Neusatzeck oberhalb des Klosters. Es beherbergte bis Ende der 60er Jahre die Neusatzecker Schule, danach bis zur Eröffnung des jetzigen Kindergartens (1973) im Dorf den Kindergarten mit der Betreuung durch Schwestern des Klosters. Das Gebäude ist Eigentum der katholischen Pfarrgemeinde St. Fidelis in Offenburg. Dank der großen Räume ist das Haus besonders für Ferienfreizeiten, Tagungen und Wochenenden für Jugendliche und Erwachsene geeignet, ebenso für Schullandheimaufenthalte.

### Weinlehrpfad Ralschbach
Im Weinlehrpfad Ralschbach wird anhand mehrerer Informationstafeln die Geschichte und die Rolle des Weinbaus in der Region erläutert. Der Rundweg führt durch eine schöne Landschaft durch die Weinberge und beginnt in der Ralschbachstraße.

### Trockenmauern Sommerseite
Teilweise über 120 Jahre alte Trockenmauern terrassieren die nördliche „Sommerseite“ des Tales und ermöglichten die landwirtschaftliche Nutzung der teils steilen Hänge mit Gemüseanbau, Weinbau, Beerenanbau etc.
Die geschützten Trockenmauern, die sich in der Gesamtlänge auf mehrere Kilometer addieren, sind ein Refugium für seltene Pflanzen und Tiere. Der zunehmenden Verbuschung dieses Landstriches durch nicht mehr genutzte bzw. gepflegte Kleinparzellen wird durch Beweidungskonzepte (Ziegen) und Arbeitseinsätze örtlicher Vereine entgegengewirkt, um die ursprüngliche Kulturlandschaft zu erhalten bzw. wiederherzustellen. Die Sommerseite bietet Wanderern einen herrlichen Blick über das Rheintal bis zu den im benachbarten Frankreich liegenden Vogesen. Erlaubt die Witterung diese Weitsicht, lässt sich die Silhouette des Straßburger Münsters entdecken. Wählt man die Parkplätze am Mätti-Grillplatz als Ausgangspunkt, lassen sich die ca. 2 km des Alban-Stolz-Weges fast ohne Steigungen und entsprechend problemlos in einem gemütlichen Spaziergang erleben.

## Verkehr

### Umbau Ortsdurchfahrt
Seit 2008 befand sich die Ortsdurchfahrt, eine Landesstraße, im Ausbau. Durchgängig wurde einseitig ein Gehweg realisiert, an Engstellen die Straße verbreitert. Der Topografie entsprechend war dies ein langwieriges und aufwändiges Unterfangen, welches im Spätjahr 2012 abgeschlossen wurde; lediglich eine kurze Strecke in Neusatzeck bedarf noch einer Sanierung.

### Anfahrt
Die überregionale Anfahrt nach Neusatz erfolgt über die Autobahn A 5 bis Bühl und dann über Rittersbach zum unteren Ortseingang. Aus Richtung Freudenstadt führt der Weg über die B 500 bis Unterstmatt und dann über die Omerskopfstraße an den oberen Ortseingang.

### Öffentlicher Nahverkehr
Neusatz ist auch mit den Buslinien 264 Bühl–Ottersweier–Immenstein–Bühlertal und der Citylinie Bühl–Immenstein 273 innerhalb des Karlsruher Verkehrsverbunds zu erreichen. Mit diesen Verbindungen, die mindestens stündlich verkehren, kann man sich auch bequem innerorts fortbewegen. Ab Bühl (Bahnhof) besteht eine Zugverbindung nach Karlsruhe oder Offenburg.